# Офу-Олосега
Офу-Олосега су два острва која се налазе на архипелагу Америчке Самое. Ова острва је 1721. године открио холандски истраживач Јакоб Рогевен.

## Географија
Острва Офу и Олосега су формирани на два међусобно повезана штитаста вулкана. Острво Офу се налази на западу а Олосега на истоку.